# Beijing apm

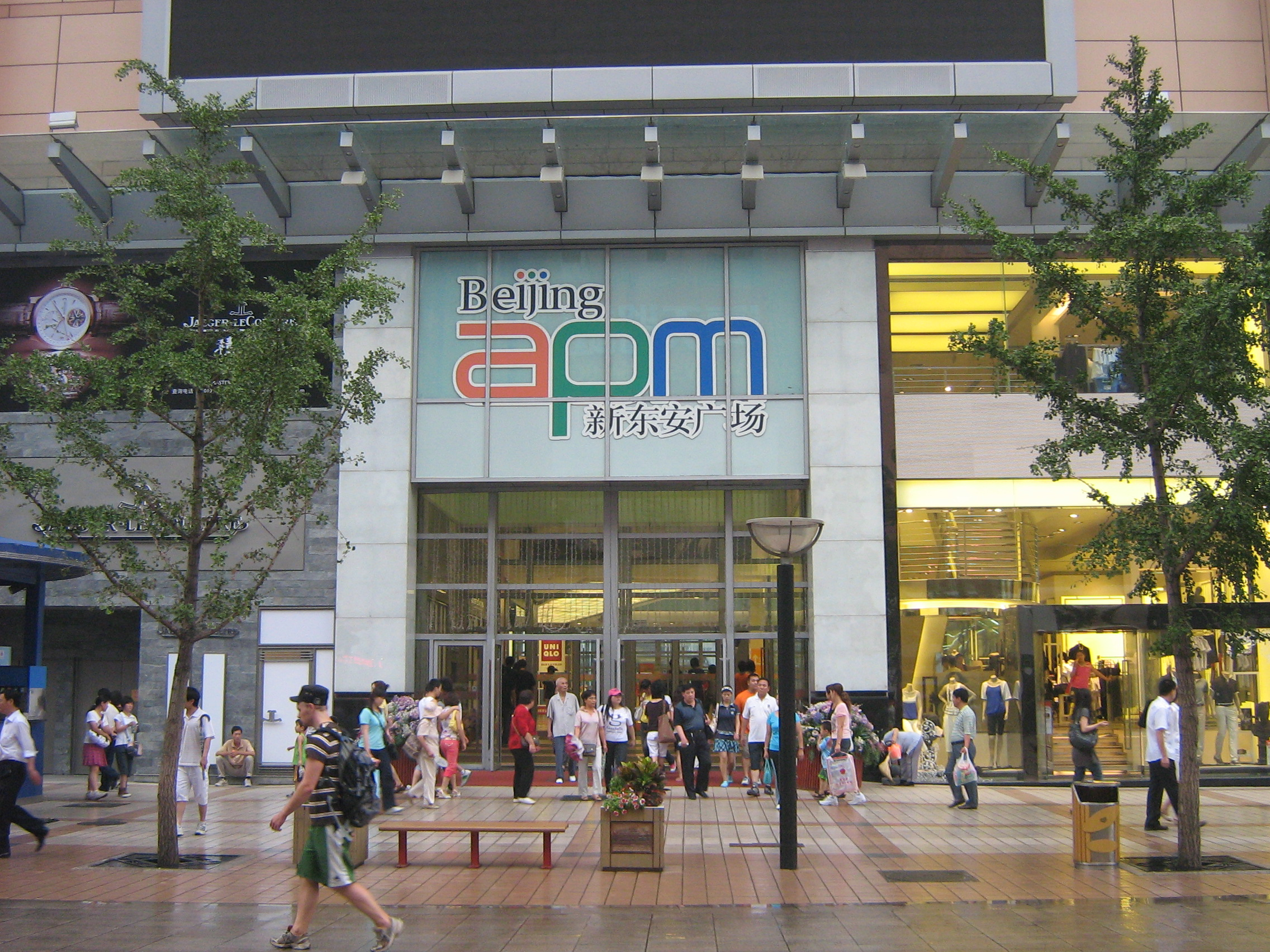
Exterieur van het winkercentrum.

Beijing apm (Chinees: 新东安广场; pinyin: Xīndōng'ān Guǎngchǎng), voorheen Sun Dong An Plaza (新东安市场) is een winkelcentrum met zes verdiepingen en kantorengebouw in Wangfujing in Peking (China). Het is ontwikkeld door Sun Hung Kai Properties. Het gebied beslaat circa 120.000 m².
Het winkelcentrum werd gebouwd op de plaats van het oude Dong'an Department Store en is geopend in 1998. In 2001 kwam het gebouw voor op Beijing's Top 10 Great Buildings in 1990.